# Markian

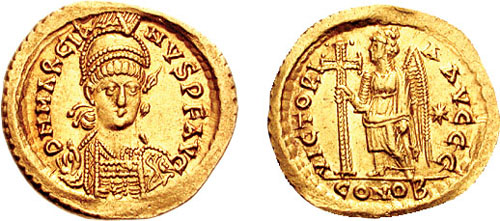
Solidus des Markian, der dessen Siege feiert.

Markian (Flavius Marcianus, altgriechisch Μαρκιανός; * um 390 in Thrakien; † 27. Januar 457 in Konstantinopel) war von 450 bis 457 Kaiser des Oströmischen Reiches.

## Leben

### Aufstieg zum Kaiser
Flavius Marcianus stammte aus recht einfachen Verhältnissen; er war der Sohn eines Soldaten und stammte Euagrios Scholastikos zufolge, der sich dabei auf Priskos beruft, aus Thrakien. Nach dem Vorbild seines Vaters trat er ins Militär ein und machte dort bald Karriere. So diente er unter dem magister militum Aspar in mehreren Kriegen, wobei er auch an der fehlgeschlagenen Operation gegen die Vandalen auf Sizilien im Jahr 441 teilnahm. Schließlich stieg Markian in der kaiserlichen Garde der protectores zum tribunus auf; eine angesehene und gut dotierte, aber mit wenig Macht verbundene Position, da die protectores damals in Ostrom kaum über militärischen Wert verfügt zu haben scheinen.
Als Kaiser Theodosius II. am 28. Juli 450 überraschend bei einem Reitunfall ums Leben kam, stand kein männlicher Verwandter zur Verfügung. Obwohl die Entscheidung über den neuen Augustus des Ostens prinzipiell dem Westkaiser, Theodosius’ Neffen Valentinian III., zugestanden hätte, regelten Hof, Militär und Senatoren die Nachfolge in Konstantinopel eigenständig in ihrem Sinne. Aus letztlich unklaren Gründen fiel ihre Wahl auf Markian. Direkt vor seiner Erhebung zum Kaiser am 25. August 450, die unter anderem von Aspar eingefädelt worden war, heiratete Markian die Schwester seines Vorgängers, Pulcheria, mit der er eine sogenannte Josefsehe führte. Durch diese dynastische Verbindung mit dem Kaiserhaus der theodosianischen Dynastie konnte er seinen Anspruch auf das (formal allerdings nicht erbliche) Kaisertum zusätzlich absichern. Den mächtigen Eunuchen Chrysaphios, der als praepositus sacri cubiculi großen Einfluss auf Theodosius II. gehabt haben soll, ließ Markian hinrichten. Über seinen Herrschaftsantritt wurde der in Ravenna residierende Valentinian III. durch eine offizielle Gesandtschaft informiert; der Westkaiser betrachtete Markian jedoch zunächst als Usurpator.

### Innenpolitik
In den Quellen sind drei Traditionen bezüglich des Regierungsantritts Markians zu erkennen: eine offizielle, eine christlich-miaphysitische und eine christlich-orthodoxe. Während die offizielle und orthodoxe Tradition die Herrschaft Markians preisen und als gottgewollt beschrieben, wurde in der miaphysitischen gegen den Kaiser polemisiert. Dies hängt mit der Religionspolitik Markians zusammen, wobei der Kaiser die „orthodoxe Linie“ von Chalkedon (siehe unten) vertreten hat. Ebenso spielte eine Rolle, dass Markians Vorgänger Theodosius II. in den Quellen und auch der modernen Forschung oft eher negativ betrachtet wurde. Der Geschichtsschreiber Priskos scheint in seinem Werk, das trotz des heute fragmentarischen Charakters eine wichtige Quelle darstellt, Theodosius II. herabgesetzt, Markian hingegen als vorbildlichen Kaiser geschildert zu haben.
Gleich nach Herrschaftsantritt erließ der neue Augustus, der sich nun Imperator Caesar Flavius Marcianus Augustus nannte, alle Steuerrückstände bis 447 und hob einige Sondersteuern auf, die von den Senatoren als drückend empfunden worden waren. Den jährlichen ordentlichen Consuln wurde die obligatorische Abhaltung von Spielen erlassen, sie sollten demgegenüber für das Funktionieren der Wasserleitungen in die Hauptstadt sorgen. Die Spannungen mit Valentinian III. blieben indessen bestehen; erst nach zwei Jahren, 452, erkannte der Westkaiser Markian widerstrebend als seinen Mitherrscher an.
Im Inneren konnte der Kaiser das Oströmische Reich insgesamt stabilisieren. Da es in Markians Regierungszeit nur zu recht wenigen kriegerischen Ereignissen kam, entspannte sich die finanzielle Situation, wie er überhaupt eine recht erfolgreiche Finanzpolitik betrieb. Er sorgte auch in der Hauptstadt Konstantinopel für ruhige Verhältnisse. Das wichtigste Ereignis auf dem stets problematischen kirchenpolitischen Felde war das historisch höchst relevante Konzil von Chalkedon, das am 8. Oktober 451 vom Kaiser persönlich eröffnet wurde. Es brachte als Hauptergebnis die Verurteilung des vor allem im Osten und in Ägypten verbreiteten Monophysitismus; außerdem wurde allerdings zum Ärger des Bischofs von Rom die Gleichrangigkeit des Patriarchen von Konstantinopel mit diesem verabschiedet. Die Beschlüsse dieses Vierten Ökumenischen Konzils sind noch heute für die meisten christlichen Kirchen bindend. Gemeinsam mit dem römischen Bischof Leo der Große erreichte Markian in Glaubensfragen damit erneut eine weitgehende dogmatische Einigkeit der West- und Ostkirche, doch erkannten die monophysitisch geprägten Christen in Syrien und Ägypten diese nicht an. 452 verlieh der Kaiser den Konzilsbeschlüssen Gesetzeskraft und setzte sie gegen Aufstände in Jerusalem und Alexandria gewaltsam durch, wenn auch ohne dauerhaften Erfolg.

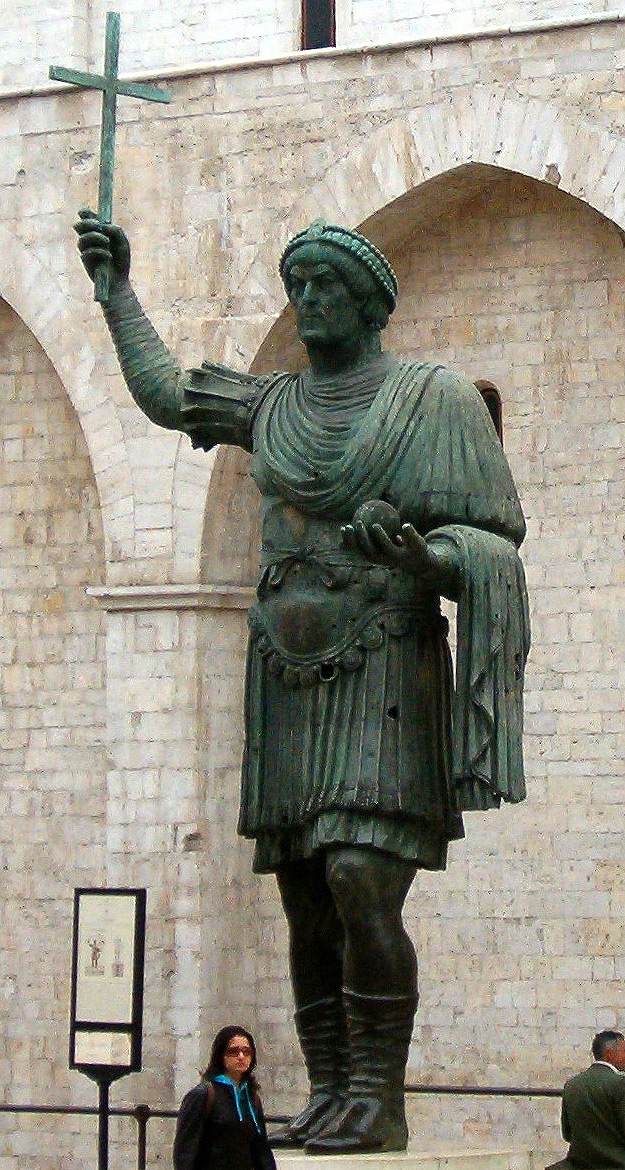
Der „Koloss von Barletta“ stellt einen Kaiser des 5. Jahrhunderts, vermutlich Markian oder seinen Nachfolger Leo I., dar.

### Außenpolitik
Obwohl Markian offenbar unter dem Einfluss Aspars stand, war er kein schwacher Kaiser und betrieb insgesamt eine erfolgreiche Außenpolitik. So verwehrte er den Hunnen unter Attila schon 450 die jährlichen Tribute (was aber auch Theodosius II. zuvor bereits mehrmals getan hatte), was die Finanzen Ostroms entlastete und das Prestige des Imperiums und des Kaisers selbst erheblich vergrößerte. Die Hunnen wandten sich danach dem Westen zu, wo sie 451 in der Schlacht auf den Katalaunischen Feldern geschlagen, aber nicht entscheidend besiegt wurden. 452 ordnete Markian ein offensives Vorgehen gegen die Hunnen an, was zum Abzug Attilas aus Italien beitrug. Nach dem Tod Attilas 453 und dem darauf folgenden Zerfall seines Reichs verständigte sich Markian mit mehreren Völkerschaften, die vorher unter hunnischer Vorherrschaft gestanden hatten, und siedelte Teile von ihnen auf Reichsgebiet südlich der unteren Donau an.
Außerdem bemühte sich Markian erfolgreich um gute Beziehungen zum mächtigen persischen Sassanidenreich. So griff er nicht ein, als die Perser 451 einen Aufstand der christlichen Armenier niederschlugen, sondern sicherte dem Großkönig Yazdegerd II. durch eine Gesandtschaft ausdrücklich Neutralität zu. Allerdings versuchte er das kaukasische Königreich Lazika als oströmischen Klientelstaat einzurichten. In Ägypten gelang es den kaiserlichen Truppen zudem wenigstens zeitweilig, die Grenze gegen die Blemmyer und ihre Verbündeten zu sichern. In Syrien kam es zu einigen Kämpfen mit plündernden Sarazenen.
Formal nicht zur Außenpolitik gehörten die Beziehungen zur westlichen Reichshälfte. Der in Italien residierende Kaiser Valentinian III. hatte eigentlich beansprucht, die Nachfolge seines Cousins Theodosius II. zu regeln und fühlte sich brüskiert, als Markian ohne sein Mitwirken den Thron bestieg (siehe oben). Offenbar plante Valentinian zeitweilig sogar eine Militäraktion gegen den Osten. Daher dauerte es zwei Jahre, bis Markian, wahrscheinlich im Zusammenhang mit dem gemeinsamen Kampf gegen Attila, auch im Westen als Kaiser anerkannt wurde. Nach der Ermordung Valentinians am 16. März 455 unterließ es Markian, die kaiserlichen Herrschaftsrechte im Westen durchzusetzen und setzte keinen neuen Augustus für das merklich schwankende Westreich ein, wie es sein Vorgänger Theodosius II. 425 getan hatte. Überhaupt unternahm er eher wenig, um dem von Bürgerkriegen geschüttelten Westen beizustehen, da sein Hauptaugenmerk anderen Fronten galt. Im Rahmen seiner Möglichkeiten scheint Markian dem Westen, als dessen Herrscher er sich seit 455 sah, da er die nach Valentinian III. herrschenden Kaiser nicht anerkannte, allerdings durchaus Unterstützung gewährt zu haben: So berichtet der zeitgenössische Chronist Hydatius von Aquae Flaviae nicht nur von Markians Hilfe für Italien beim hunnischen Angriff von 452, sondern auch davon, oströmische Truppen hätten 456 einen großen Sieg über die Vandalen, die Todfeinde der weströmischen Regierung, errungen (möglicherweise auf Korsika).

### Tod und Nachfolge
Markian, der bereits bei Herrschaftsantritt unter heftigen Gichtanfällen gelitten haben soll, starb überraschend am 27. Januar 457. Die Todesursache ist unklar. Möglich ist eine Gangrän; vielleicht hatte er aber auch am Tag zuvor einen Schlaganfall erlitten, nachdem er an einer Prozession teilgenommen hatte. Seine Gattin Pulcheria war schon 453 verstorben.
Der Kaiser wurde wahrscheinlich 65 Jahre alt und galt trotz der Kürze seiner Herrschaft stets als einer der erfolgreichsten und besten spätantiken Herrscher. Seinem Nachfolger scheint er einen Überschuss von gut 100.000 Goldpfund hinterlassen zu haben. In den folgenden Jahrzehnten wurde den Kaisern in Konstantinopel bei ihrem Herrschaftsantritt daher ein „Herrsche wie Markian“ zugerufen. Im Rückblick erschien seine Regierung noch dem byzantinischen Chronisten Theophanes (frühes 9. Jahrhundert), der sich auf zeitgenössische Quellen stützte, als ein goldenes Zeitalter. Hierzu trug auch bei, dass ihn die orthodoxe Kirche wegen seiner Parteinahme in Chalkedon sehr positiv betrachtete.
Nach dem Tod des Kaisers kam es zu einem kurzen Machtkampf zwischen den beiden mächtigen Heermeistern Aspar und Anthemius. Letzterer hatte Markians einzige Tochter Aelia Marciana Euphemia geheiratet und meinte als Schwiegersohn gute Aussichten zu haben, nachdem Aspar selbst für sich abgelehnt hatte. Letztlich jedoch wurde Anthemius von Aspars Kandidaten Leo ausgestochen, der neuer Augustus und als erster Kaiser vom Bischof von Konstantinopel gekrönt wurde. Anthemius wurde erst 467 mit dem weströmischen Kaisertum entschädigt. Sein Sohn Markian der Jüngere, der Enkel Markians, versuchte 479 vergeblich, gegen Zenon selbst oströmischer Kaiser zu werden.

## Nachleben

Istanbul, Säule des Kaisers Markian

Im heutigen Istanbul steht in der Nähe des Valens-Aquäduktes eine rund 12 m hohe Säule aus Marmor, die den Namen Marcianus-Säule trägt. Die einst aus vergoldeten Bronzebuchstaben bestehende Stiftungsinschrift (heute sind nur noch die Eingravierungen für diese und die Dübellöcher zu sehen) nennt den Kaiser als Empfänger dieser Ehrung. Auf der Säulenbasis unterhalb der Inschrift halten auf der Hauptseite zwei Victorien einen Schild, während die anderen drei Seiten mit Kränzen verziert sind; im rückseitigen von ihnen ist ein Christogramm eingeschrieben. Auf dem von stark ausladenden Adlern getragenen Kapitell stand einst die Statue des Kaisers aus vergoldeter Bronze.
Ob die heute in der süditalienischen Stadt Barletta stehende monumentale Bronzestatue eines oströmischen Kaisers, der Koloss von Barletta, Markian darstellt, ist nicht gesichert, denn sein Nachfolger Leo gilt ebenfalls als Möglichkeit.
Markian wurde von dem US-amerikanischen Schauspieler Jeff Chandler in dem 1954 erschienenen Film „Attila, der Hunnenkönig“ (Sign of the Pagan) verkörpert.